# ابن السبيل
ابن السبيل هو المسافر المجتاز في بلد ليس معه شيء يستعين به على سفره
وسمي ابن السبيل نسبة إلى السبيل وهي الطريق؛ لأن استدامة السفر يجعل الطريق مثل الأم؛ لملازمته لها، وفي الصحيحين: «أما أبو جهم؛ فلا يضع العصى عن عاتقه» ويعد ابن السبيل أحد الأصناف الثمانية في مصارف الزكاة.
قال النووي:
«وهو شخصان أحدهما: من أنشأ سفرا من بلده، أو من بلد كان مقيما به. والثاني: الغريب المجتاز بالبلد. فالأول يعطى قطعا، وكذا الثاني على المذهب».
وقال القرافي:
«وهو المنقطع به بغير بلده، المستديم السفر، وإن كان غنيا ببلده، ولا يلزمه التداين لاحتمال عجزه عن الأداء
وما أخذ لا يلزمه رده إذا صار لبلده لأخذه إياه باستحقاق، ولصرفه في وجوه الصدقة.
ولو احتاجت زوجة ابن السبيل التي خلفها النفقة؛ قال مالك: يعطى لها، وفي (الكتاب): (الحاج ابن السبيل)».
قال ابن كثير:
«وكذلك 
ابن السبيل وهو المسافر المجتاز في بلد ليس معه شيء يستعين به على سفره، فيعطى من الصدقات ما يكفيه إلى بلده وإن كان له مال.
وهكذا الحكم فيمن أراد إنشاء سفر من بلده وليس معه شيء، فيعطى من مال الزكاة كفايته في ذهابه وإيابه».

## شروط أخذ الزكاة
يشترط لأخذ ابن السبيل للصدقة أن يكون فقيرا في بلد السفر، وإن كان غنيا ببلده ويدل على ذلك حديث:
«عن أبي سعيد رضي الله عنه قال: قال رسول الله ﷺ: "لا تحل الصدقة لغني إلا لخمسة: العامل عليها، أو رجل اشتراها بماله، أو غارم، أو غاز في سبيل الله، أو مسكين تصدق عليه منها فأهدى لغني».
«عن أبي سعيد الخدري قال: قال رسول الله ﷺ: لا تحل الصدقة لغني إلا في سبيل الله، وابن السبيل، أو جار فقير فيهدي لك أو يدعوك».
قال النووي:
«وشترط ألا يكون معه ما يحتاج إليه في سفره، فيعطى من لا مال له أصلا، وكذا من له مال في غير البلد المنتقل إليه منه.
ويشترط أن لا يكون سفره معصية، فيعطى في سفر الطاعة قطعا، وكذا في المباح كالتجارة، وطلب الآبق على الصحيح».